# وزغ‌های جلف
وزغ‌های جلف(نام علمی: Atelopus) نام یک سرده از تیره وزغ‌های راستین است.